# Liste der Naturdenkmale in Bad Breisig
Die Liste der Naturdenkmale in Bad Breisig nennt die im Gebiet der Stadt Bad Breisig ausgewiesenen Naturdenkmale (Stand 14. Februar 2024).

## Ehemalige Naturdenkmale
| Nr. | Bezeichnung                                                    | Lage                                       | Beschreibung                                                       | Bild                                    |
| --- | -------------------------------------------------------------- | ------------------------------------------ | ------------------------------------------------------------------ | --------------------------------------- |
|     | Keltische Fliehburg im Reuter und Schwedenschanze bei Rheineck | südlich der Stadt, Distrikt Im Reuter Lage | Rechtsverordnung aufgehoben, weiterhin als Kulturdenkmal geschützt | Direkt Bild zu diesem Denkmal hochladen |